# The Blues Willies
The Blues Willies, noti anche come Greg & The Blues Willies, sono stati un gruppo musicale formato dal cantante, chitarrista, attore e fumettista Claudio Gregori e dall'attore comico e imitatore Max Paiella.

## Storia
Il gruppo, che omaggia nel nome sia il noto attore Bruce Willis che la band The Blues Brothers, suona canzoni di genere blues, jive, swing e rhythm and blues, alternando a riedizioni di celebri pezzi musicali del passato, quali quelli di Louis Prima, Louis Jordan, The Blues Brothers, Frank Sinatra, brani originali; le loro canzoni sono in ogni caso caratterizzate da testi spiccatamente umoristici.
Il gruppo è noto principalmente per aver preso parte, tra l'altro, al programma televisivo Mmmhh!, condotto da Serena Dandini e andato in onda su Rai 2 nel 2002, e alla trasmissione di Italia 1 Telenauta '69.
Nel 2002 realizzano il loro primo album, Greg & The Blues Willies, contenente nove brani originali di Greg e tre cover. Del 2006 è invece il secondo album, Suonare Stella, che contiene tre canzoni di Gregori e cinque di Gregori e Attilio Di Giovanni.
Successivamente hanno collaborato ad altri programmi Rai, tra cui Bla bla bla di Marco Giusti, andato in onda nel 2005, e Suonare Stella, sempre su Rai 2. Nel 2007 si sono esibiti anche sul palco del Maurizio Costanzo Show, hanno partecipato al Concerto del 1º maggio, in diretta su RaiTre da piazza di Porta San Giovanni in Roma. Nel 2008 sono stati ospiti della trasmissione musicale Scalo 76, in diretta su Rai 2. Sempre nel 2008 hanno presentato il loro lavoro teatrale Rockandrology al Teatro Morgana e al Teatro Parioli di Roma, riscuotendo un grande successo e replicandolo l'anno successivo. Nel 2009 sono stati la home band della rassegna umoristica Senso Zero all'Auditorium Parco della Musica di Roma.
Hanno partecipato come ospiti al disco Vintage e alla trasmissione Speciale per me di Renzo Arbore, e al disco omaggio a Lelio Luttazzi Per Amore.

## Formazione
- Greg - voce, chitarra
- Max Paiella - voce
- Attilio Di Giovanni - pianoforte
- Giorgio Cuscito - sax tenore
- Gigi Pezzi - sax alto
- Carlo Ficini - trombone
- Mario Caporilli - tromba
- Luca Majnardi - tromba
- Francesco Redig de Campos - basso
- Alfredo Agli - batteria

## Discografia

### Album
- 2004 – Greg & The Blues Willies
- 2006 – Suonare Stella